# Animador (hostelería)
En hotelería, un animador es la persona que se encarga de realizar eventos para mantener
a los clientes en las instalaciones del establecimiento hotelero. Los animadores organizan todo tipo de competiciones deportivas durante el día, se encargan de ambientar con música el solárium y la piscina. Realizan todo tipo de juegos, bailes y concursos. 
Por lo general los animadores cuentan con todo tipo de utensilios para llevar a cabo su propósito
y algunos, en ocasiones, tienen permiso para invitar bebidas a clientes por algún motivo justificado.
Los animadores pertenecen al departamento de animación y son normalmente contratados a través de una agencia de animación.
- Datos: Q5695960